# Armazéns Grandella

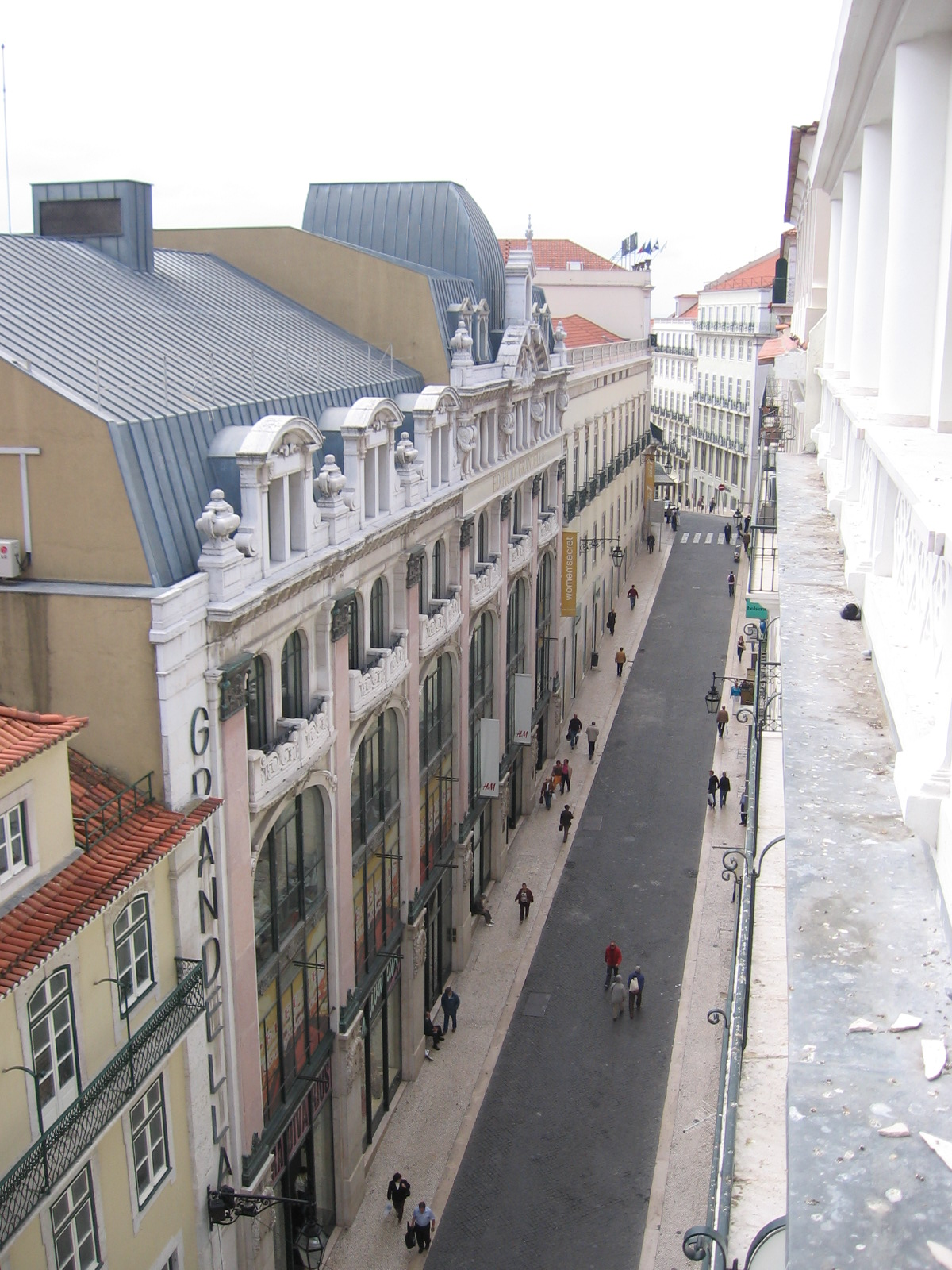
Fassade der Armazéns Grandella in der Rua do Carmo

Die Armazéns Grandella sind ein Kaufhaus im Zentrum der portugiesischen Hauptstadt Lissabon in der Baixa von Lissabon.
Es wurde 1879 von dem Kaufmann Francisco de Almeida Grandella begründet. Das heutige Gebäude wurde von dem Architekten George Demay errichtet und im April 1907 eröffnet. Beim Brand im Chiado am 25. August 1988 wurde das Gebäude schwer beschädigt und in den folgenden Jahren wiederhergestellt.
Sie sind in das Inventário Municipal de Património eingetragen.